# 久成寺 (中野区)
久成寺（くじょうじ）は、東京都中野区にある日蓮宗の寺院。旧本山は玉澤妙法華寺、境師法縁。

## 概要
1607年（慶長12年）、大仙院日善によって開山された。元々は江戸牛込弁天町（現・東京都新宿区弁天町）に位置していたが、1911年（明治44年）に現在地に移転した。
度々火災に遭い、多くの寺宝を失っているが、「船守祖師像」は守り通している。「船守祖師像」は日蓮が伊豆に流された際に、日蓮を救った船守弥三郎が「祖師（日蓮）像」を希望したため、弟子の日実が彫ったものである。

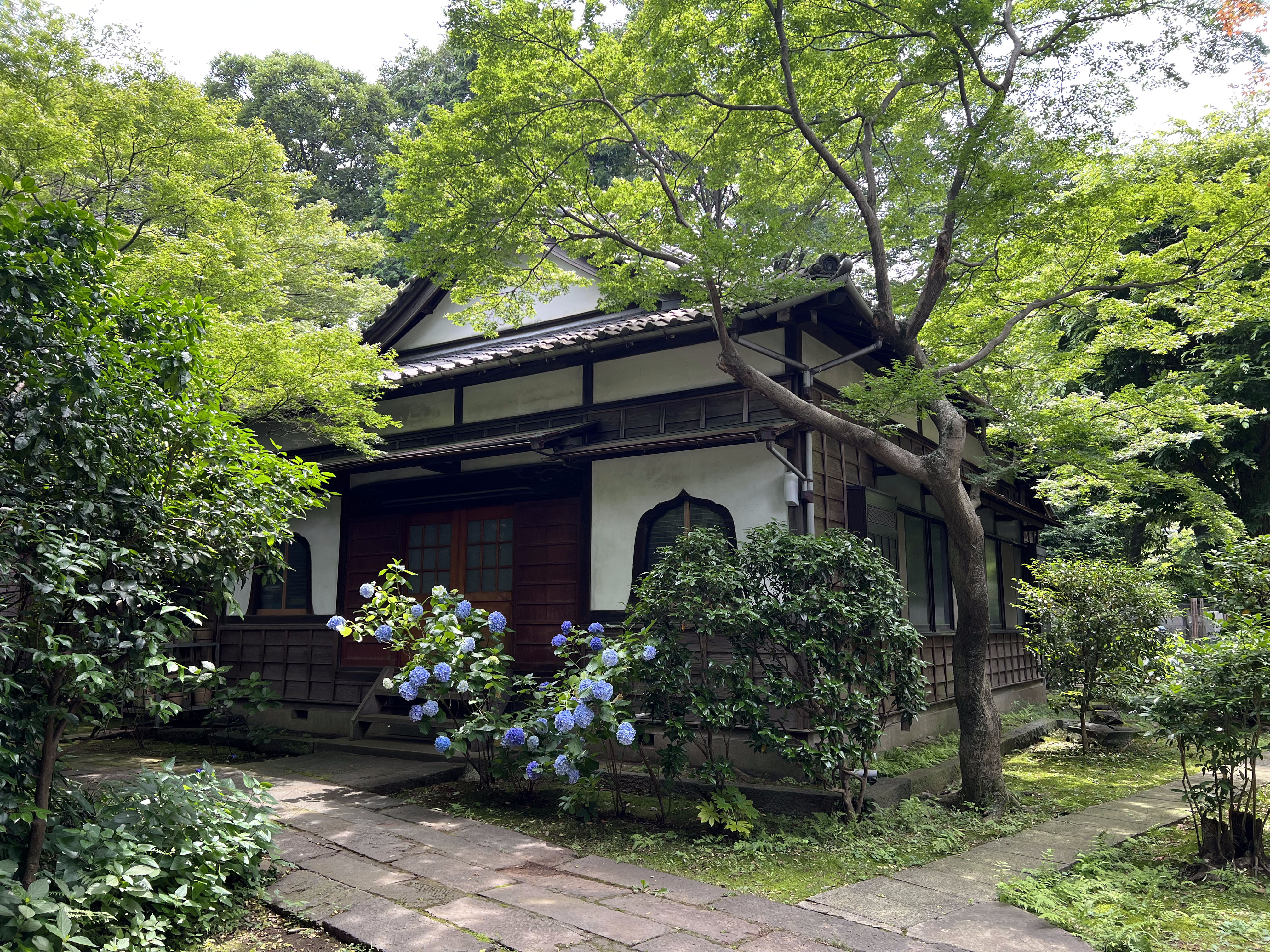
本堂

## 交通アクセス
- 西武新宿線沼袋駅より徒歩10分。